# ...و عدالت برای همه (فیلم)
... و عدالت برای همه (به انگلیسی: ...And Justice for All) فیلمی در ژانر جنایی، درام و مهیج به کارگردانی نورمن جویسن است. این فیلم محصول سال ۱۹۷۹ است. از بازیگران این فیلم می‌توان به آل پاچینو و جک واردن اشاره کرد. آل پاچینو برای بازی در این فیلم نامزد جایزه اسکار نقش اول مرد شد.

## خلاصه داستان
وکیل جوان، «آرتور کرکلند» (پاچینو)، در کارش دچار دردسرهای بسیاری می‌شود؛ به خصوص وقتی که تصمیم می‌گیرد دفاع از «قاضی فلمینگ» (فورسایت) را - به اتهام هتک حرمت - به عهده گیرد…